# Барон Хемингфорд

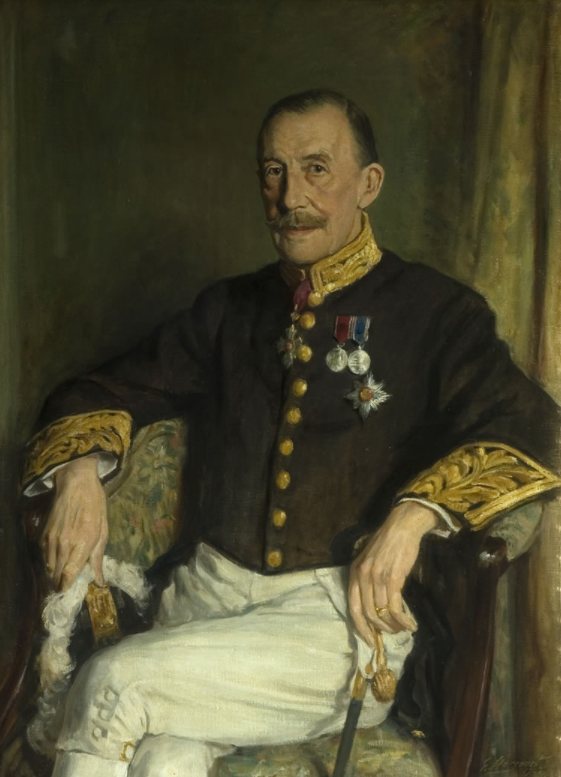
1-й барон Хемингфорд

Барон Хемингфорд из Уотфорда в графстве Хартфордшир — наследственный титул в системе Пэрства Соединённого королевства. Он был создан 1 февраля 1943 года для консервативного политика, сэра Дэнниса Герберта (1869—1947). Он заседал в Палате общин от Уотфорда (1918—1943) и был вице-спикером Палаты общин (1931—1943). Его сын, Дэннис Джордж Раддок Герберт, 2-й барон Хемингфорд (1904—1982), служил лордом-лейтенантом Хантингдона и Питерборо (1968—1974). 
По состоянию на 2024 год носителем титула является Кристофер Герберт, 4-й барон Хемингфорд (род. 1973), который сменил своего отца в 2022 году.

## Бароны Хемингфорд (1943)
- 1943—1947: Дэннис Генри Герберт, 1-й барон Хемингфорд (25 февраля 1869 — 10 декабря 1947), старший сын преподобного Генри Герберта (1824—1911)[1];
- 1947—1982: Дэннис Джордж Раддок Герберт, 2-й барон Хемингфорд (25 марта 1904 — 19 июня 1982), старший сын предыдущего[2];
- 1982—2022: Деннис Николас Герберт, 3-й барон Хемингфорд (25 июля 1934 — 17 декабря 2022), единственный сын предыдущего[3];
- 2022—настоящее время: Кристофер Деннис Чарльз Герберт, 4-й барон Хемингфорд (род. 4 июля 1973), единственный сын предыдущего[4];
  - Наследник титула: достопочтенный Фредерик Рассел Деннис Герберт (род. 2011), сын предыдущего.